# Cerro Pujtirpata Punta
Cerro Pujtirpata Punta är ett berg i Bolivia.   Det ligger i departementet La Paz, i den västra delen av landet, 400 km nordväst om huvudstaden Sucre. Toppen på Cerro Pujtirpata Punta är 4 661 meter över havet, eller 181 meter över den omgivande terrängen. Bredden vid basen är 10,4 km.
Terrängen runt Cerro Pujtirpata Punta är huvudsakligen kuperad. Runt Cerro Pujtirpata Punta är det ganska glesbefolkat, med 26 invånare per kvadratkilometer.. Närmaste större samhälle är Tiwanaku, 19,2 km nordväst om Cerro Pujtirpata Punta. 
Trakten runt Cerro Pujtirpata Punta består i huvudsak av gräsmarker.